# بافل كاديرابيك
بافل كاديرابيك (Pavel Kadeřábek) (25 أبريل 1992 في براغ في التشيك – )؛ هو لاعب كرة قدم كان يلعب كمدافع. يلعب مع منتخب التشيك لكرة القدم منذ عام 2014.

## وصلات خارجية
- بافل كاديرابيك على موقع الاتحاد الدولي (مؤرشف)  (الإنجليزية)
- بافل كاديرابيك على موقع الاتحاد الأوربي (الإنجليزية)
- بافل كاديرابيك على موقع الاتحاد التشيكي (الإنجليزية)
- بافل كاديرابيك على موقع قاعدة بيانات كرة القدم.إي يو (الإنجليزية)
- بافل كاديرابيك على موقع ناشيونال فوتبول تيمز (الإنجليزية)
- بافل كاديرابيك على موقع Soccerway.com (الإنجليزية)
- بافل كاديرابيك على موقع عالم كرة القدم.نت (الإنجليزية)
- بافل كاديرابيك على موقع AS.com (الإسبانية)